# Вабаллат
Луцій Юлій Аврелій Септимій Вабаллат Афенодор (лат. Lucius Iulius Aurelius Septimius Vaballatus Aphenodorus) — пальмірський цар у 267—272 роках.

## Біографія
Батьком Вабаллата був правитель Пальміри Оденат, а матір'ю — цариця Зенобія. Коли його батько був убитий своїм двоюрідним братом Меонієм у 267 (або в 266), немовля Вабаллат успадкував царську владу над Пальмірою. Судячи з усього, він носив також титул «коректор Сходу» (лат. corrector orientis) — велику посаду, на яку в Римській імперії призначали знатних людей, завданням яких було заняття проблемами римських східних провінцій та зовнішньою політикою на сході. Однак реальну владу в державі мала цариця Зенобія, завдяки якій Пальмірське царство перебувало на вершині своєї могутності. Її війська завоювали римські володіння на Сході — Єгипет, Аравію, Месопотамію та Малу Азію.
Навесні 272 прийняв титул августа, але незабаром, зазнавши поразки, разом з матір'ю потрапив в полон до імператора Авреліана та був скинутий з престолу, а Пальмірське царство — приєднане до Римської імперії. Подальша його доля невідома.